# Agrilus planipennis
Agrilus planipennis (smaragdpraktbagge) är en skalbaggsart som beskrevs av Leon Fairmaire 1888. Tidigare kallades denna art smaragdgrön asksmalpraktbagge. Agrilus planipennis ingår i släktet Agrilus och familjen praktbaggar. Inga underarter finns listade i Catalogue of Life.
Vuxna individer är upp till 13 mm långa och cirka 2 mm breda. De har en glänsande mörkgrön färg. Larverna skapar hål som är 3 till 4 mm breda. En illustrerad nyckel för att särskilja A. planipennis från liknande europeiska arter inom släktet Agrilus har publicerats.
Skalbaggen är en svår skadeinsekt som angriper och dödar askar där den introducerats utanför sitt ursprungliga utbredningsområde.Ett träd som drabbas dör efter ett till tre år. Det ursprungliga utbredningsområde är östra Asien. Skalbaggen upptäcktes året 2002 för första gången i Nordamerika. Under loppet av 10 år dog fler än 30 miljoner träd i USA och Kanada. Agrilus planipennis registrerades året 2003 för första gången i Belarus. Larverna kan introduceras utför utbredningsområdet när de vilar i förpackningsmaterial. Denna art är en karantänsskadegörare som har potential att orsaka omfattande skadegörelse och alla misstänkta fynd av den ska därför rapporteras till Jordbruksverket.

## Bildgalleri

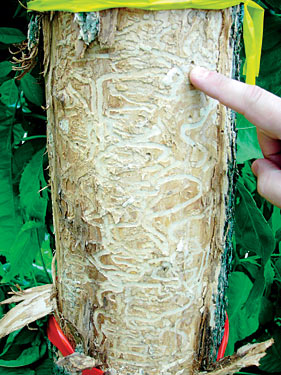
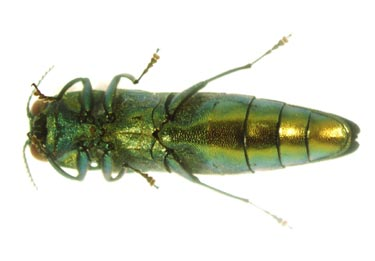
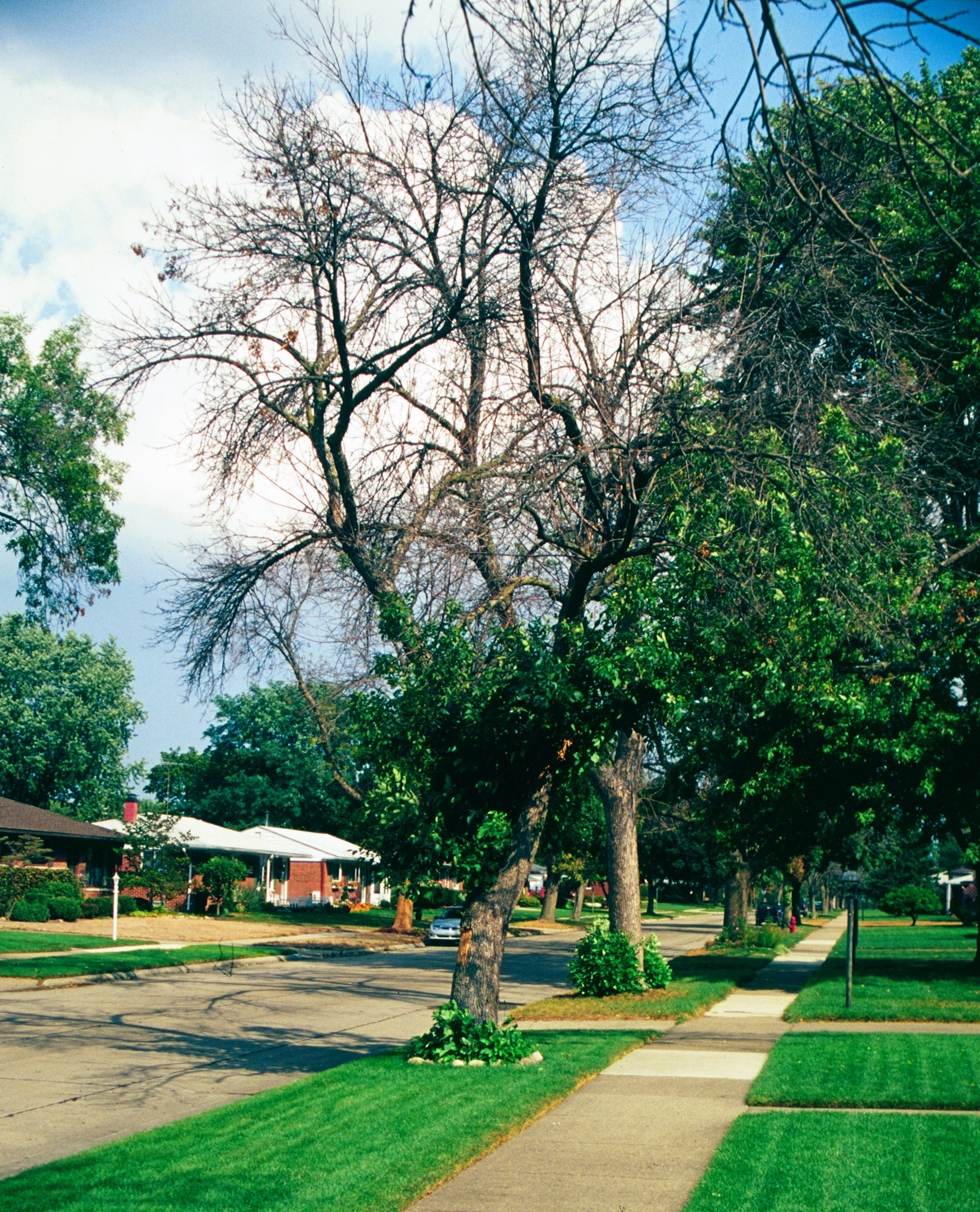
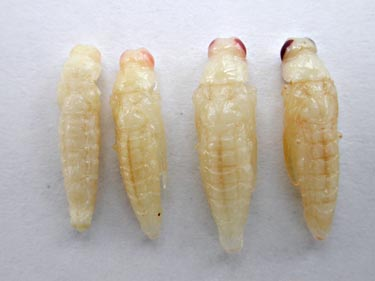
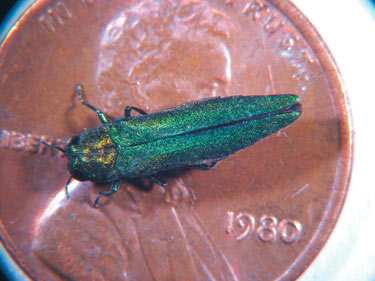
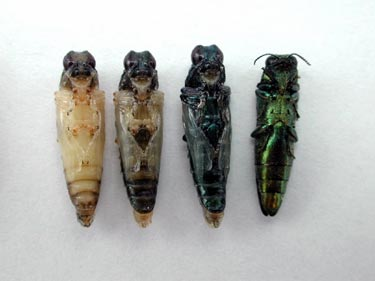